# 土支田八幡宮
土支田八幡宮（どしだはちまんぐう）は東京都練馬区土支田にある神社。

## 歴史
社伝によれば、1192年（建久3年）の創祀とされている。
この地域は江戸時代には土支田村は上下二つの組に分かれており、下組には俵久保という地名があった。そのため江戸時代には「俵久保（たわらくぼ）の天神様」として住民から親しまれてきた。これは社が「天神」あるいは「天神社」と呼ばれていたことに由来する。1874年（明治7年）土支田村内にあった八幡宮・神明社・稲荷社の3社を合祀し「北野神社」と社名を改めた。1947年（昭和22年）3月24日に社名を現在の「土支田八幡宮」とした。また、戦後の農地解放により農地七反を失った。

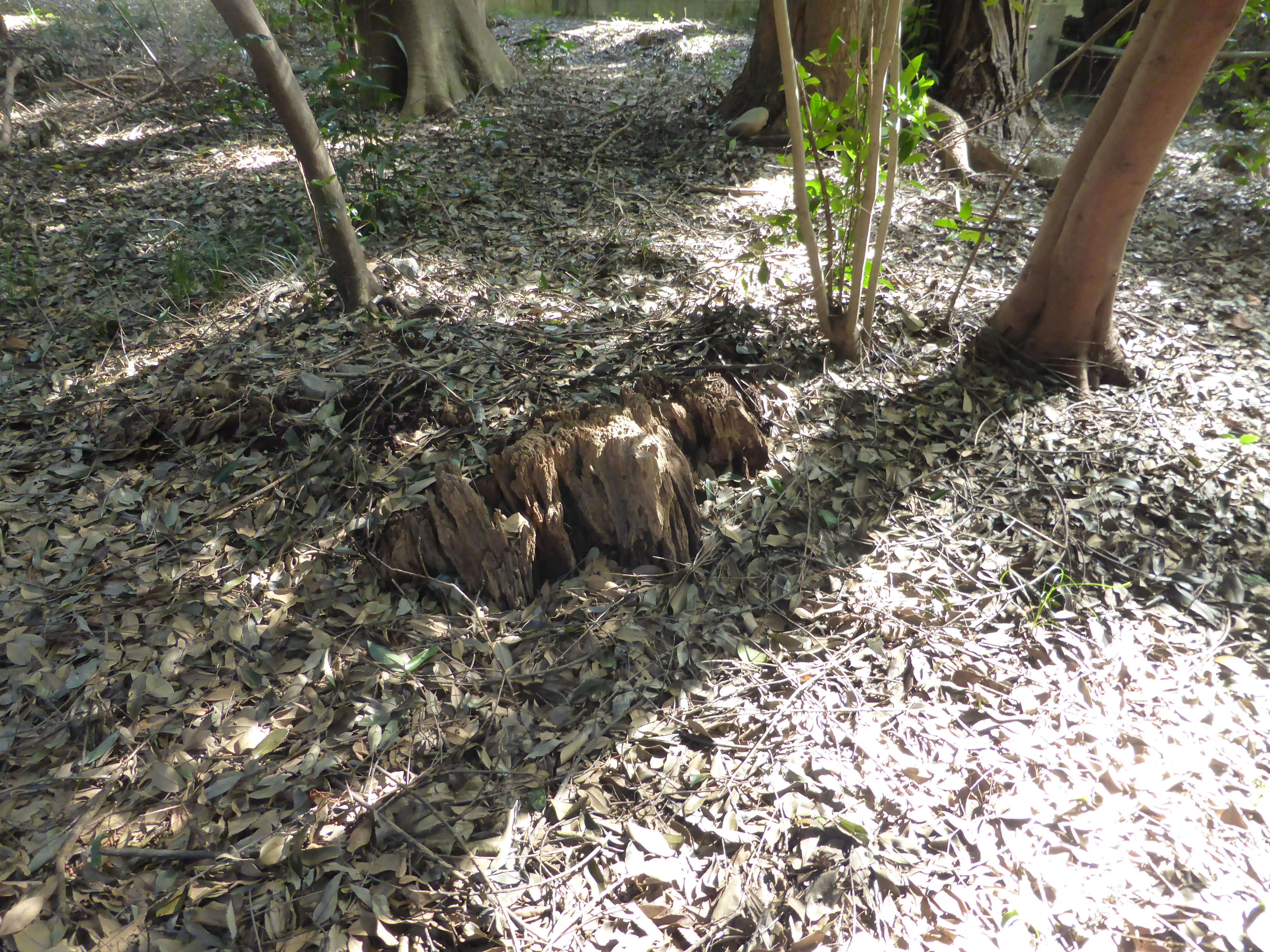
土支田八幡宮　伊賀の松　切り株

1966年（昭和41年） 御神木である「伊賀の松」が切り株を残し伐採された。これは篠塚伊賀守時成（篠塚重広）が戦勝を祈願して植えたものとされていたが、同年落雷により倒木が危ぶまれたため伐採となった。

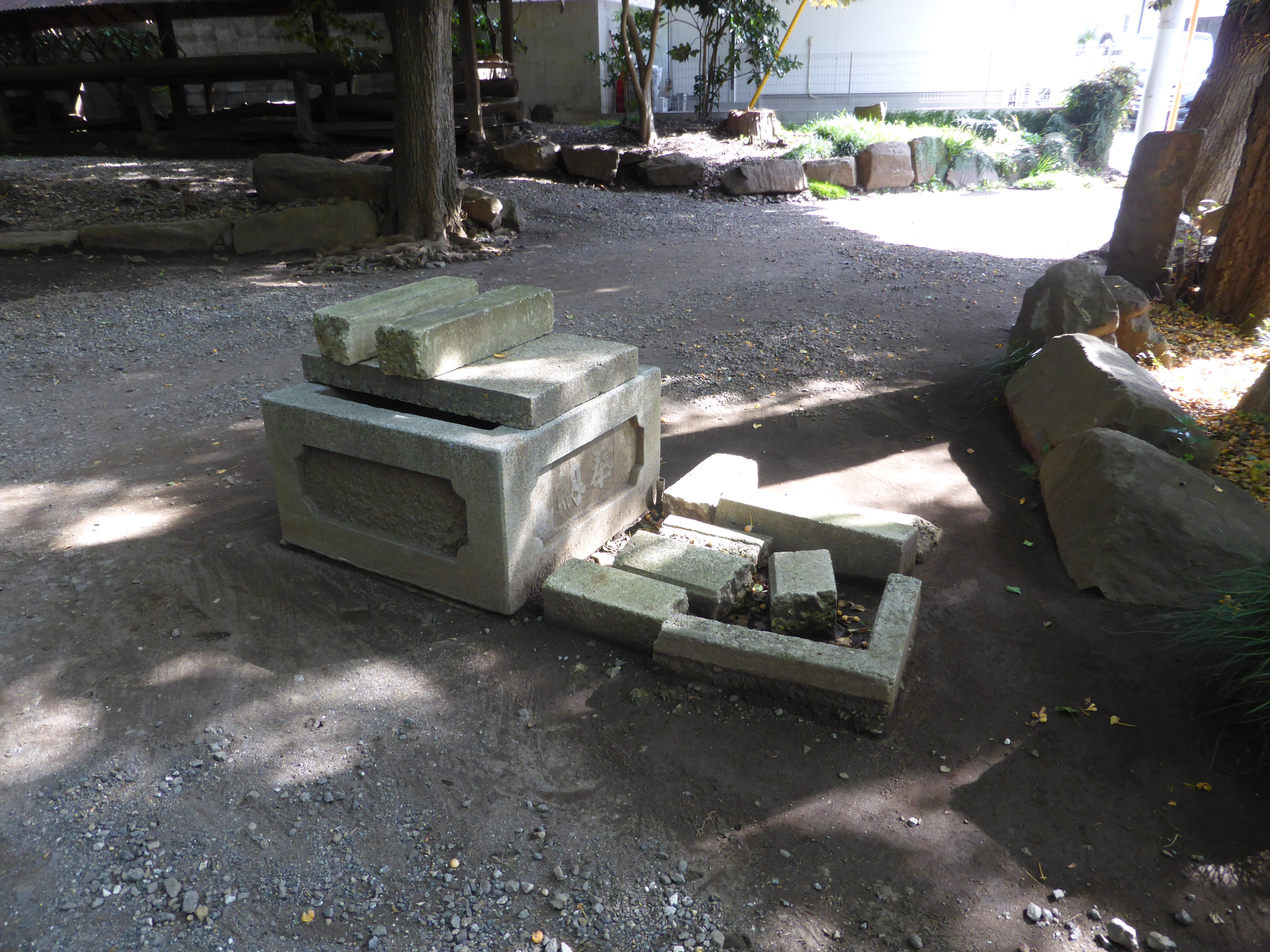
土支田八幡宮の南極井戸

1911年（明治44年） 正参道入口の井戸に、宮司の島義武が南極から持ち帰った氷を入れた。島義武は、白瀬大尉の南極探検隊に事務長として参加した。この井戸は南極井戸と呼ばれている。

## 境内
境内はおもに社務所、参集殿、額殿、手水舎と4つの末社からなる。梅鉢の紋がデザインされた石鳥居は明治11年（1878年）12月に建造されたもので、練馬区内の石鳥居に多い形のうちのひとつである明神形が当てはまる。境内の本殿は木造流造、幣殿・拝殿は木造入母屋造になっている。半鐘は延亨3年（1746年）のもので、社務所は昭和57年（1982年）に新築された。

### 境内社
境内社の灯籠には文化13年（1816年）、明治15年（1882年）造のものがある。
- 稲荷（いなり）社[2][3]
  - 祭神：稲倉魂命（うかのみたまのみこと）
- 八雲（やくも）神社[2][3]
  - 祭神：素盞男命（すさのおのみこと）
- 御嶽（みたけ）神社[2][3]
  - 祭神：少彦名命（すくなひこなのみこと）
- 祓戸（はらいど）社[2][3]
  - 祭神：伊吹戸主命（いぶきどぬしのみこと）ほか

### 石造物
馬頭観世音

### その他
- 南極井戸[2]
- 伊賀の松[2]
- 道しるべ文字馬頭[3]

## 文化財
社叢
2005年（平成17年）に区の登録文化財となる。広さは8,369平方メートルあり、練馬区内では比較的広い社叢で、杉・ヒノキなどを中心にイチョウ・スダジイ・アオキ・ヒサカキなどからなる。樹齢の若い200株以上の杉やヒノキが植えられているのが特色で、古木と思われるモミジもある。
半鐘
1991年（平成3年）に区の登録有形文化財となる。銅製で、総高58センチメートル、口径34センチメートルである。「延享三丙寅歳十月造之　于時天保十五年甲辰九月改造之　武州豊嶋郡下土支田村俵久保　八幡山萬福寺」、「粉川市正作」の陰刻があることから、1746年（延享3年）に造られ、1844年（天保15年）に鋳物師粉川市正が造り直したこと、廃寺となった万福寺の遺品であることがわかる。
天岩戸図絵馬
1862年堤等川の筆。右端にアマテラス、岩戸の前の参集する神々が描かれている。

## 祭神
- 誉田別命（ほんだわけのみこと）[16]
- 天照皇大神（あまてらすおおみかみ）[16]
- 菅原道真公（すがわらみちざねのみこと）[16]

### 境内神社
- 稲荷社（稲倉魂命）[3][17]
- 八雲神社（素戔男命）[3][17]
- 御嶽神社（少彦名命）　[3][17]
- 祓戸命（伊吹戸主命他三神）[17][3]

## 年中行事
- 1月10日　新年祭
- 3月3日　祈年祭
- 10月3日　例大祭[18]
- 12月3日　新嘗祭
- 毎月15日に老人会の境内清掃奉仕[18]
- 夏に境内草刈りと枝落とし奉仕[18]
- 7月末に納涼踊り[18]

## 交通アクセス
- 鉄道
  - 東武東上線 成増駅、または西武池袋線石神井公園駅下車
- バス
  - バスで「土支田八幡前」バス停下車[19]